# Psilopogon chersonesus
Psilopogon chersonesus — вид дятлоподібних птахів родини бородастикових (Megalaimidae). Раніше вважався підвидом бородастика блакитнощокого (Psilopogon asiaticus).

## Поширення
Ендемік Таїланду. Живе на невеликій ділянці гірського лісу на півдні країни. Площа ареалу виду становить 850 км². Трапляється на висотах від 885 м до 1520 м над рівнем моря.